# ملكية مطلقة
| أنظمة الحكم الجمهورية: |
| جمهوريات رئاسية برئاسة تنفيذية منفصلة عن الهيئة التشريعية جمهوريات شبه رئاسية برئاسة تنفيذية ورئيس منفصل للحكومة يقود بقية السلطة التنفيذية، والذي يُعينه الرئيس ويكون مسؤولاً أمام الهيئة التشريعية جمهوريات برلمانية ذات رئيس شرفي وغير تنفيذي، وفيها يقود رئيس الحكومة السلطة التنفيذية ويعتمد على ثقة المجلس التشريعي جمهوريات يُنتخب أو يُسمى فيها رئيس للدولة وللحكومة من قبل الهيئة التشريعية وقد يخضع أو لا يخضع لثقة البرلمان جمهورية مستقلة عن المجلس، وفيها يكون فيها الرئيس أو حكومة المديرين على رأس الحكومة وتنتخبه الهيئة التشريعية، ولكنه مستقل عنها وغير مسؤول أمامها جمهورية ثِيُقراطية، وفيها يتمتع المرشد الأعلى بسلطة تنفيذية وتشريعية كبيرة |

| أنظمة الحكم الملكية: |
| ملكيات دستورية، مع عاهل شرفي وغير تنفيذي، وفيها يقود رئيس منفصل للحكومة السلطة التنفيذية ملكيات شبه دستورية، مع عاهل يتمتع بسلطة تنفيذية أو تشريعية كبيرة ملكيات مطلقة، وفيها تكون السلطة بيد العاهل |

| دول الحزب الواحد (جمهوريات من حيث المبدأ) دول ذات نظام المجلس العسكري: لجنة من القادة العسكريين تسيطر على الحكومة، دول عُلقت فيها الأحكام الدستورية الخاصة بالحكومة دول ذات حكومة مؤقتة: لا يوجد أي أساس دستوري محدد لأنظمتها الحالية الأقاليم التابعة أو الأماكن التي لا توجد بها حكومات |

الملكية المطلقة هي حكم مطلق يكون بيد فرد حاكم من أشكال الحكومة يكون فيه للملك أو الملكة أو السلطان أو الأمير سلطة مطلقة على كافة جوانب حياة رعاياه. بالرغم من أن بعض السلطات الدينية قد تكون قادرة على العدول عن بعض الأفعال التي من المتوقع من الملك أن يقوم بها، فإنه في الملكية المطلقة ليس ثمة دستور أو ردع قانوني للحد من سطوة الملك.
نظريا، الملك المطلق لديه تحكم كامل بأفراد الشعب وبالأرض، بمن فيهم الأرستقراطيين وأحيانًا رجال الدين. عمليًا، أولئك الملوك،
اضطروا للتقليل من سطوتهم، عادة بأحد المجموعات المذكورة مسبقًا.
بعض الملكيات المطلقة لديها برلمانات أو مجالس شورى رمزية أو صورية، بالإضافة إلى منشآت حكومية خاضعة للاستمرار أو عدمه حسب إرادة الملك.

## أمثلة تاريخية
في الغرب، يمثل انهيار الديموقراطية في روما القديمة، البداية لأشكال الحكم الملكي المطلق. أحد أهم الأمثلة على الملكية المطلقة في
أوروبا، هو لويس الرابع عشر، ملك فرنسا. تلخص مقولته:«أنا الدولة» المبدأ الأساسي للملكية المطلقة (أن تكون السيادة بيد فرد واحد). بالرغم من أنه انتقد بسبب بذخه، وكان من أهم مآثره قصر فرساي، إلا أنه حكم فرنسا لمدة طويلة، وبعض المؤرخين
يعتبرونه ملكا مطلقا ناجحا. مؤخرا تساءل بعض المؤرخين التعديليين عما إذا كان حكم لويس حكما مطلقا بسبب مشاركة طبقة النبلاء
بعض نفوذه.
حتى عام 1905، كان قيصر روسيا يعد ملكا مطلقا. قلل بيتر الأكبر، من نفوذ النبلاء وعزز القوة المركزية للقيصر، مؤسسا بيروقراطية ودولة بوليسية. هذا هو التقليد الاستبدادي، وهو ما عرف لاحقا باستبدادية القيصر. على الرغم من أن الإسكندر الثاني سعى من أجل بعض الإصلاحات وأسس نظام قضائي مستقل، لم تحظ روسيا بدستور حتى ثورة 1905.
على مدى أغلب فترات التاريخ، كان الحق الإلهى للملوك هو التبرير اللاهوتي للحكم المطلق. العديد من الملوك الأوروبيين، أمثال قياصر
روسيا، زعموا أنهم يملكون سطوة أوتوقراطية عليا بسبب الحق الإلهي، وأن رعاياهم لا يملكون الحق للحد من نفوذهم. حاول جيمس الأول
و تشارلز الأول، ملوك إنجلترا، ان يستوردوا هذا المبدأ، عليه، نمت المخاوف بأن تشارلز الأول بصدد تأسيس حكم استبدادي، وتمخضت
تلك المخاوف باندلاع الحرب الأهلية الإنجليزية. في مستهل القرن التاسع عشر، أضحى مبدأ الحق الإلهي فكرة مهجورة في أغلبية بلدان العالم الغربي، باستثناء روسيا.

## الملكيات المطلقة الموجودة حاليا
تضاءلت شعبية فكرة الملكية المطلقة بشكل كبير بعد الثورة الفرنسية التي روجت لنظريات تدعو إلى إقامة حكومة مبنية على أساس
السيادة الشعبية و السلطة التشريعية.
الكثير من الشعوب التي كانت تحت سطوة الملكيات المطلقة، مثل المغرب، إلا أنها اتجهت نحو الملكية الدستورية. في بوتان، اتجهت الحكومة من الملكية المطلقة إلى الملكية الدستورية بعد إقامة انتخابات برلمانية في 2003، وانتخاب التجمع الوطني في 2008. كما تأرجحت نيبال ما بين الحكم الدستوري والحكم المباشر بعد خوضها في الحرب الأهلية النيبالية، والتمرد الماوي، والمجزرة الملكية النيبالية عام 2001. تم إسقاط مملكة نيبال في الثامن من مايو، 2008. في الوقت الذي تتجه فيه الشعوب إلى الحد من نفوذ الملوك، تتحرك ليختنشتاين، إلى توسيع نفوذ الملك، فقد أعطي أمير ليختنشتاين سطوة أكبر بعد المصادقة على تعديل دستوري في عام 2004.

## نقد الملكية
تعرّضت الملكيّات المطلقة ومبادئ تكريس الحقّ الإلاهي للملوك إلى انتقادات حادّة في القرن الثامن عشر، عصر التنوير. و قد أدّت هذه الانتقادات إلى إعلان إلغاء الملكية في فرنسا في 21 (توضيح) سبتمبر 1792، و ذلك خلال الثورة الفرنسية. كما أدّت في 4 يوليو 1776 إلى استقلال الولايات المتّحدة من نير الملكيّة البريطانيّة إثر قيام الثورة الأمريكية. و هكذا استطاعت بعض البلدان أن تلغي الأنظمة الملكيّة وأن تعوّضها بأنظمة جمهورية، بينما غيّرت بلدان أخرى أنظمتها الملكيّة المطلقة بأنظمة دستورية مقيّدة.

## الملكيات المطلقة في العالم
| الملكيات المطلقة في العالم | الملكيات المطلقة في العالم   |
| -------------------------- | ---------------------------- |
| الإمارات العربية المتحدة   | محمد بن زايد آل نهيان        |
| بروناي                     | حسن البلقية                  |
| سلطنة عمان                 | هيثم بن طارق آل سعيد         |
| المملكة العربية السعودية   | سلمان بن عبد العزيز آل سعود  |
| إسواتيني                   | مسواتي الثالث                |
| الفاتيكان                  | البابا فرنسيس                |
| قطر                        | تميم بن حمد بن خليفة آل ثاني |

## روابط خارجية متعلقة
- تدوينة أنارشية نقدية ساخرة تحت عنوان: الديكتاتورية ومؤخرة الإمبراطور